# Něvský prospekt

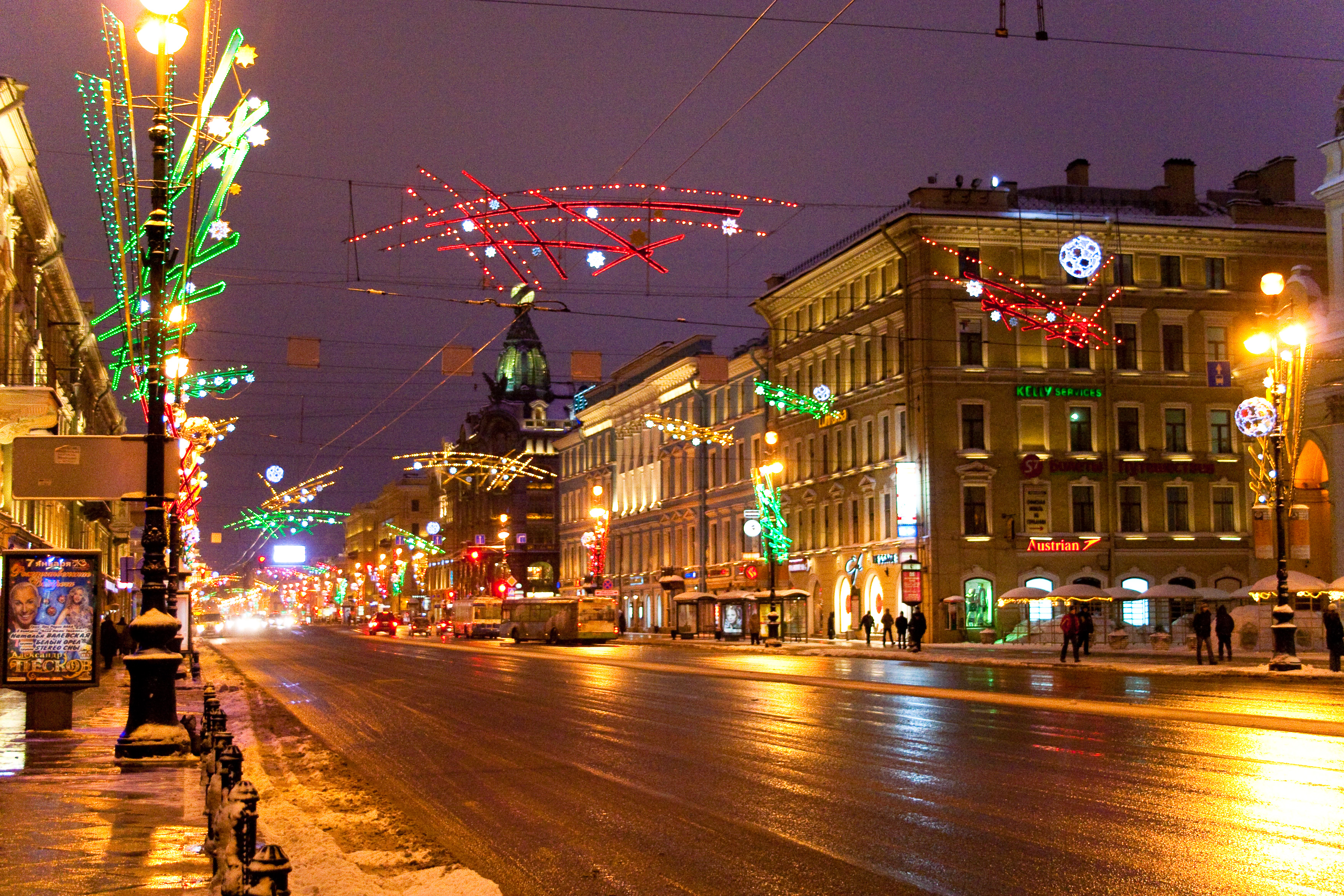
Něvský prospekt v lednu 2010

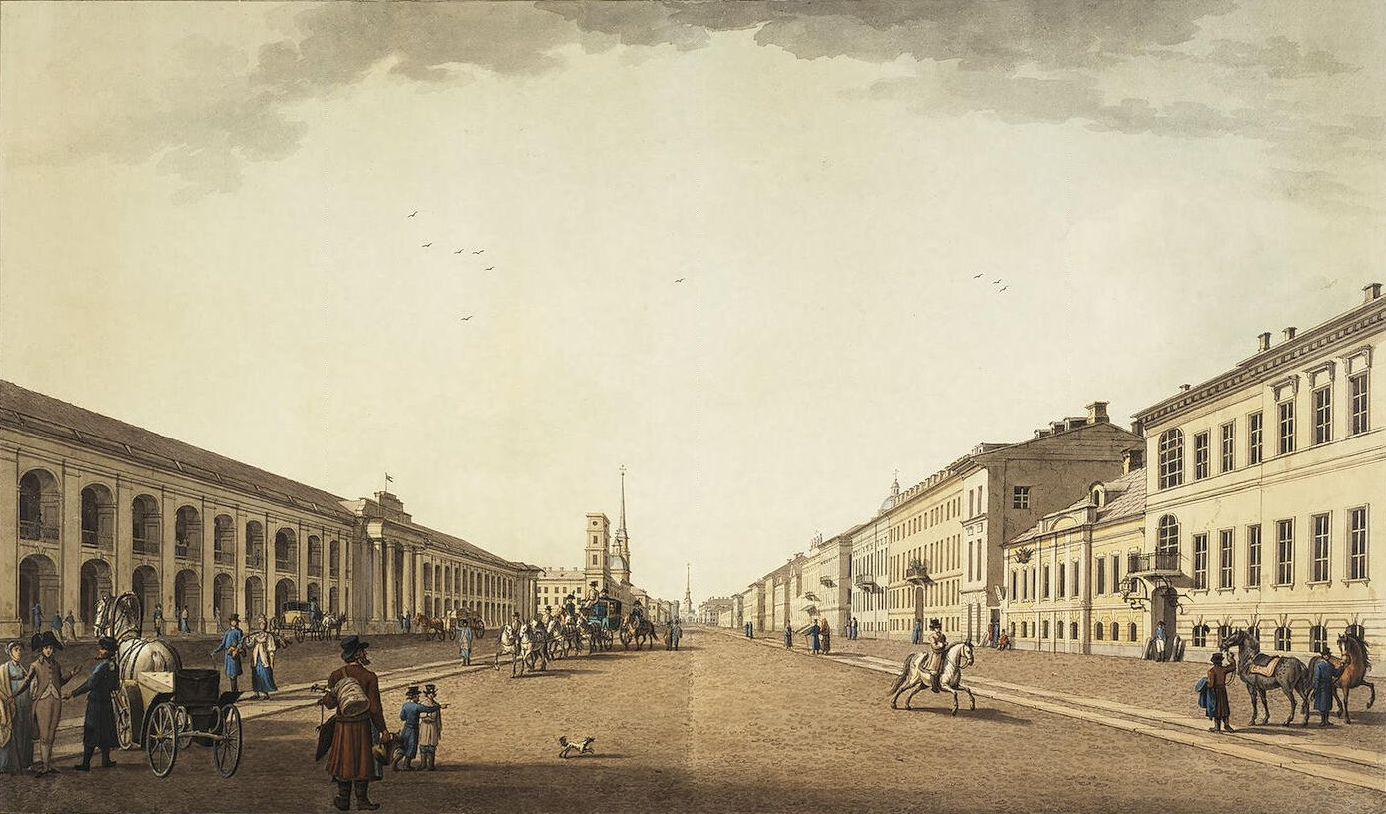
Ulice v roce 1799

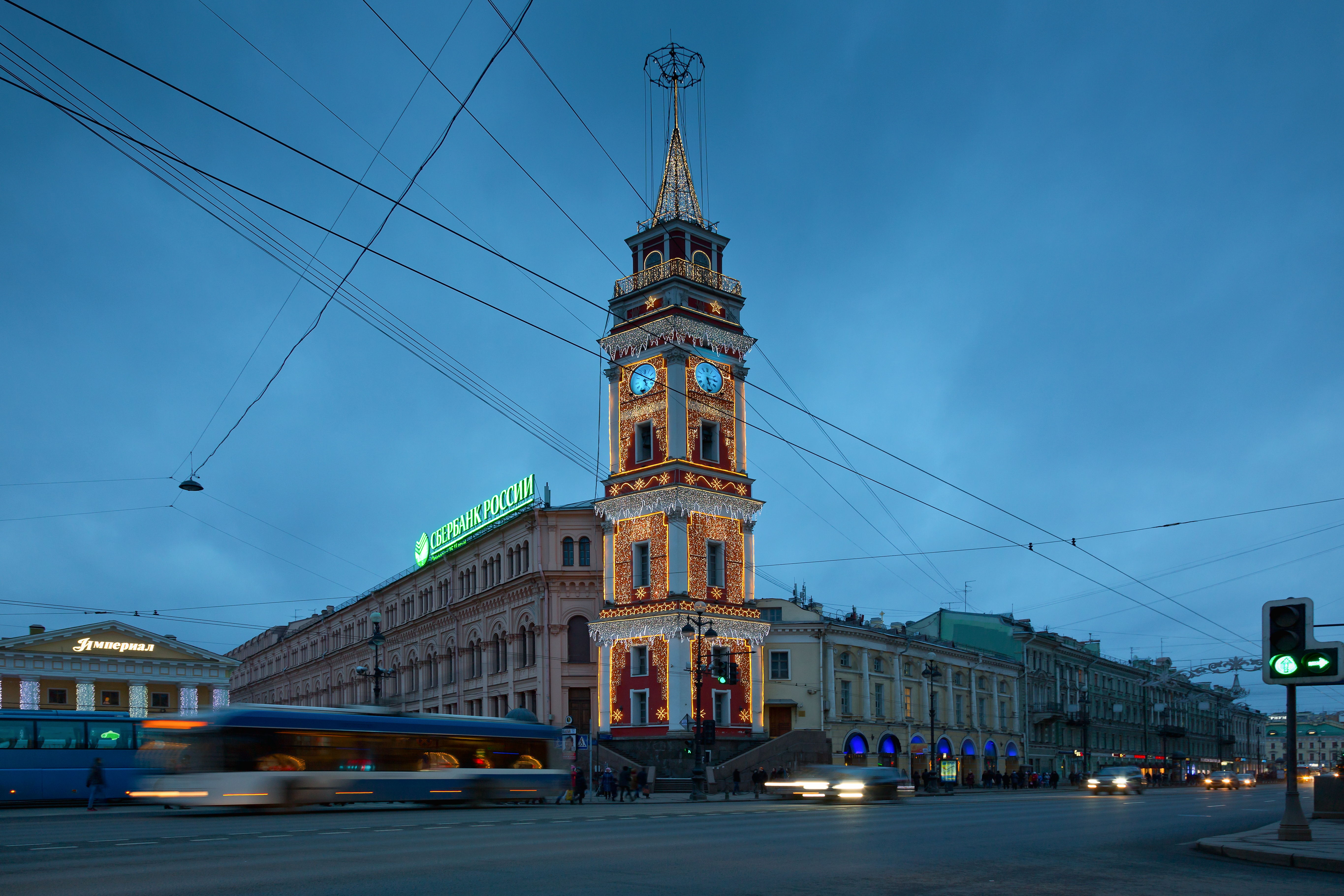
Něvský prospekt v roce 2014.

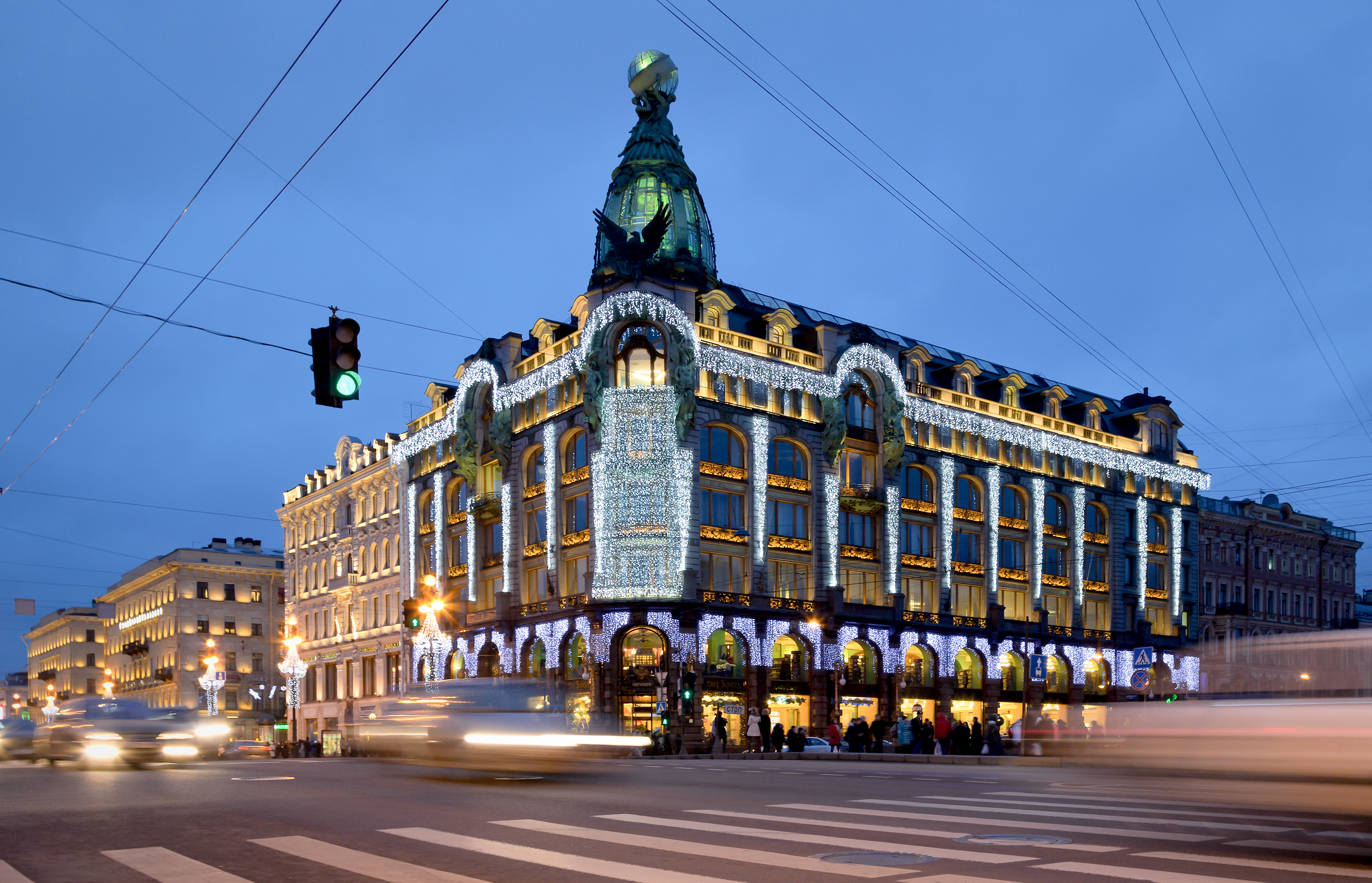
Dům knihy.

Něvský prospekt (rusky Невский проспект) je hlavní a nejrušnější ulice v ruském městě Petrohrad (Sankt-Petěrburgu).

## Popis
Bulvár je dlouhý 4,5 kilometru a široký od 25 až 60 metrů. Něvský prospekt překračuje říčky Mojka, Fontánka a Gribojedevův kanál. Samotný prospekt začíná u budovy admirality a končí u lávry sv. Alexandra Něvského. Nacházejí se zde významné architektonické památky města.

## Historie
Název Něvský prospekt se oficiálně používá od roku 1781. Výjimkou bylo období mezi lety 1918 až 1944, kdy se používal název Prospekt 25. října (rusky Проспект 25 Октября). Ulice byla velmi silně poškozena během německého obléhání, kdy se stala častým cílem útoků dělostřelectva a letectva. Po ukončení německé blokády bylo rozhodnuto vrátit bulváru jeho předrevoluční název.

## Architektura
- Stroganovův palác (1752 - 1754, Rastrelli, typická ukázka tzv. ruského baroka)
- Kazanská katedrála (klasicistní stavba, Voronichin)
- Dům knihy (1907)
- Ruská národní knihovna
- Kostel svaté Kateřiny (katolický)
- Arménský kostel sv. Kateřiny
- Grandhotel Evropa
- Obelisk na památku obránců města v letech 1941 - 1944 (1985)

## Doprava
Prospekt obsluhuje několik stanic petrohradského metra; Admiratělskaja, Něvskij prospekt, Gostinnyj Dvor, Majakovskaja, Ploščaď Vostannija a Ploščaď Aleksandra Něvskogo.